# 鈍獸科
鈍獸科（學名：Barytheriidae）為長鼻目下已滅絕的一個早期演化支，生存於始新世晚期至漸新世早期的北非及阿曼。鈍獸科為化石紀錄上最早發現的大型長鼻目物種，且具有明顯的兩性異型。